# Maria Sibylla Merian
Maria Sibylla Merian (Francoforte sul Meno, 2 aprile 1647 – Amsterdam, 13 gennaio 1717) è stata una naturalista e pittrice tedesca.
È considerata una pioniera dell'entomologia.

## Biografia
Maria Sibylla Merian è figlia dell'incisore ed editore svizzero Matthäus Merian il vecchio (1593 - 1650), e di Johanna Sibylla Heim, sua seconda moglie. Il padre muore quando Sibylla ha tre anni e la madre si risposa con Jakob Marell, pittore di fiori, che le insegnerà il disegno, la pittura ad olio, l'acquerello e l'incisione; a tredici anni cominciò a dipingere immagini d'insetti e di piante presi direttamente dalla natura.
(Metamorphosis insectorum Surinamensium, Introduzione)

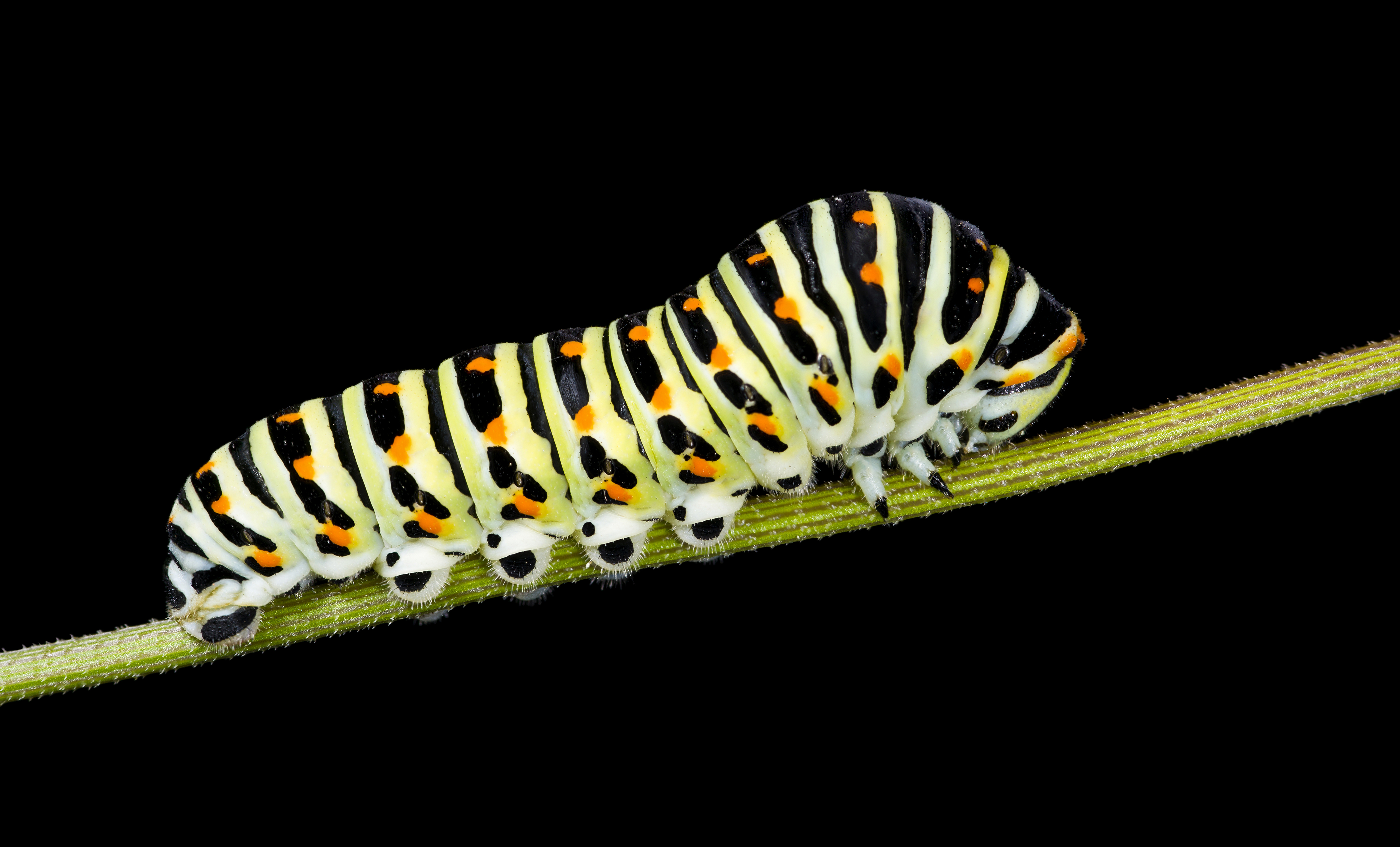
Bruco di Macaone

Nel 1665 la diciottenne Maria Sibylla Merian sposa il pittore quadraturista - specializzato in disegni prospettici di architetture - Johann Andreas Graff, allievo del patrigno; due anni dopo si stabiliscono a Norimberga e nel 1668 hanno la prima figlia, Johanna Helena; qui Maria Sibylla inizia a studiare gli insetti, malgrado le opinioni del tempo - risalenti agli studi di Aristotele - insegnino che gli insetti sarebbero il risultato di una generazione spontanea avvenuta dalla putrefazione e malgrado altresì la nomea di bestie diaboliche data agli insetti stessi dalla superstizione popolare.
Postasi il problema di come avvenga la loro trasformazione, raccoglie bruchi che porta nel suo laboratorio; nutrendoli e osservandone i comportamenti, scopre come essi nascano dalle uova, dopodiché si racchiudano in un bozzolo dal quale escono trasformati in bellissime farfalle. Li disegna in ogni periodo del loro sviluppo, assieme alle piante sulle quali si situano abitualmente e delle quali si nutrono.
Questa raccolta di disegni forma la base dei suoi primi due libri: il primo viene edito nel 1675 con il titolo Neues Blumenbuch (Nuovo libro di fiori) – una seconda edizione, in due volumi, intitolata Florum fasciculi tres, esce nel 1680 e comprende 36 tavole di incisioni colorate di fiori con una particolare cura di dettagli.

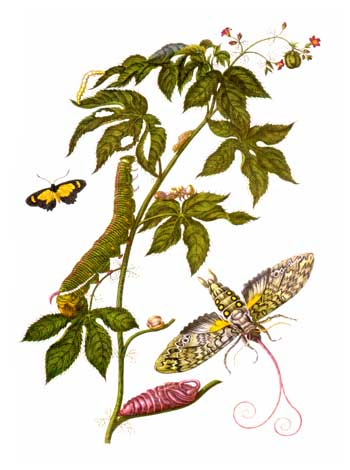
Tavola da Metamorphosis insectorum Surinamensium

Nel 1678 nasce la seconda figlia, Dorothea Henrica (1678 - 1745), che sposerà il pittore Georg Gsell (1673 – 1740) e diventerà la principale collaboratrice della madre; nel 1679 Maria Sibylla pubblica il suo secondo libro, Der Raupen wunderbare Verwandlung und sonderbare Blumennahrung (La meravigliosa metamorfosi dei bruchi e il loro singolare nutrirsi di fiori), un testo innovativo dove illustra gli stadi di sviluppo di 176 specie di farfalle e delle piante di cui fiori esse si nutrono.
Accanto a ciascuna tavola Maria Sibylla riporta le sue osservazioni sulla vita di ogni insetto, con la descrizione del processo di trasformazione. Formatasi in una famiglia di artisti, specialisti anche nella pittura di nature morte, dà un particolare e prevalente valore alle immagini.
Nel 1685 si separa dal marito e parte col fratellastro Matthäus (1621 - 1687) e le figlie per il castello Waltha nei Paesi Bassi vivendo in una comune protestante di labadisti, una setta pietista fondata dal francese Jean de Labadie; il castello era di proprietà di Cornelis van Sommelsdijk, governatore della colonia olandese del Suriname.
Nel castello che ospita la comunità, dove è anche conservata una collezione di farfalle tropicali, Maria Sibylla continua a studiare e dipingere insetti, ma la rigida condotta di vita imposta alla comunità la convince a lasciare il castello nell'estate del 1691.

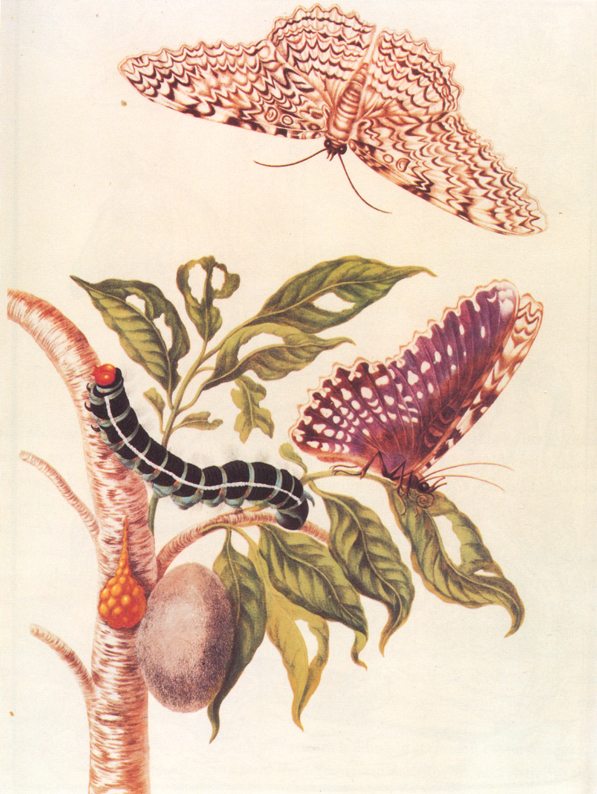
Metamorfosi di farfalla (1705)

Torna pertanto ad Amsterdam: abitando in una casa frequentata da naturalisti e collezionisti, dove stabilisce anche il suo laboratorio, studia una piccola collezione costituita dagli esemplari procurati dal marito della prima figlia Johanna, titolare di un'impresa di commercio con le colonie olandesi, e visita l'Orto botanico e le collezioni private di piante e di insetti.
A questo proposito, scrisse:
(Metamorphosis insectorum Surinamensium, Introduzione)

### Nel Suriname

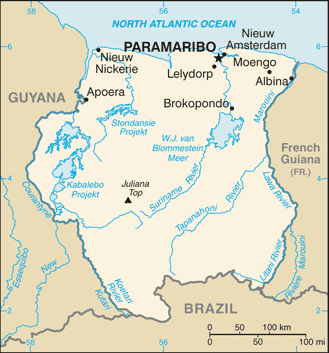
Carta del Suriname

Il viaggio appare rischioso e costoso, dal momento che non può usufruire né di finanziamenti pubblici né privati, a causa dello scetticismo con il quale è guardata questa inconsueta spedizione scientifica, condotta oltre tutto da una donna.
Il borgomastro di Amsterdam le garantisce tuttavia l'assistenza della colonia e un prestito, che Maria Sibylla pensa di poter restituire con i profitti della vendita degli esemplari riportati dalla colonia e dalle vendite del nuovo libro che si propone di realizzare al suo ritorno.
Maria Sibylla - che, ad ogni buon conto, ha fatto testamento - e la figlia Dorothea partono dal porto di Amsterdam nel giugno del 1699 giungendo dopo tre mesi di navigazione sulla costa del Suriname: risalito per alcuni chilometri il corso del fiume Suriname, si stabiliscono a Paramaribo, capitale della colonia.
Il Paese è abitato dagli indigeni amerindi, da africani importati come schiavi, da coloni olandesi e da piccoli gruppi di altri europei. Saranno proprio gli indios e gli africani a fornirle un aiuto essenziale per il successo della sua iniziativa, che prevede, nella stagione secca dell'autunno, esplorazioni di foreste poco accessibili e ricche di insidie; essi le mostreranno gli esemplari di piante, di fiori e di frutti, specie di insetti, d'uccelli, di serpenti, di conchiglie, fornendole anche utili notizie.
Nella successiva primavera del 1700, stagione delle piogge, cerca nuovi bruchi lungo le rive del fiume Suriname che arriva risalire per quaranta miglia fino a La Providence.

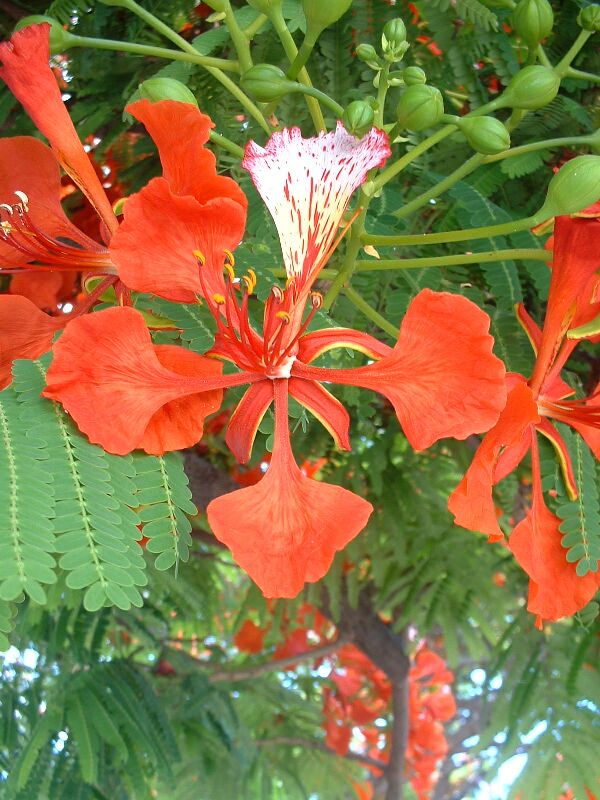
Fiore di Delonix regia

Si interessa anche alle proprietà medicinali delle piante, seguendo la scelta e la loro raccolta soprattutto da parte delle indigene; scrive, a proposito delle proprietà del Flos pavonis, la Delonix regia:
«I semi sono usati dalle donne che hanno le doglie per accelerare il travaglio. Le indiane, che sono maltrattate dagli olandesi presso i quali sono a servizio, li usano per abortire affinché i figli non nascano schiavi come loro. Le schiave nere della Guinea e dell'Angola vanno trattate con una certa benevolenza altrimenti in condizione di schiavitù non fanno bambini. E infatti non ne hanno e arrivano a suicidarsi per il trattamento al quale sono abitualmente sottoposte. Infatti credono di rinascere libere nel loro paese in condizione di libertà.»
Oltre a bruchi, farfalle, uova e insetti essiccati, raccoglie uova di coccodrillo e di serpenti; altri reperti vengono da lei conservati nell'alcool o essiccati, in vista del loro trasporto al ritorno nei Paesi Bassi.
Come d'abitudine, tornata nella casa di Paramaribo, disegna e dipinge parte del materiale raccolto; ma dipinge anche ananas, manioca, patate dolci, alberi dell'olio, papaia, e molte altre specie di frutti tipici della regione, insieme con animali come iguane, serpenti, lucertole, rane, coccodrilli, ripromettendosi di rappresentarli insieme alle consuete immagini di piante e di insetti.
Dopo due anni, nel 1701 - che è anche l'anno della morte del marito, da cui del resto viveva separata da più di quindici anni - è colta dalla febbre gialla, che la costringe a interrompere il viaggio e ritornare in Europa; Maria Sibylla e Dorothea partono così dal Suriname il 18 giugno 1701 alla volta di Amsterdam.

### La Metamorfosi degli insetti

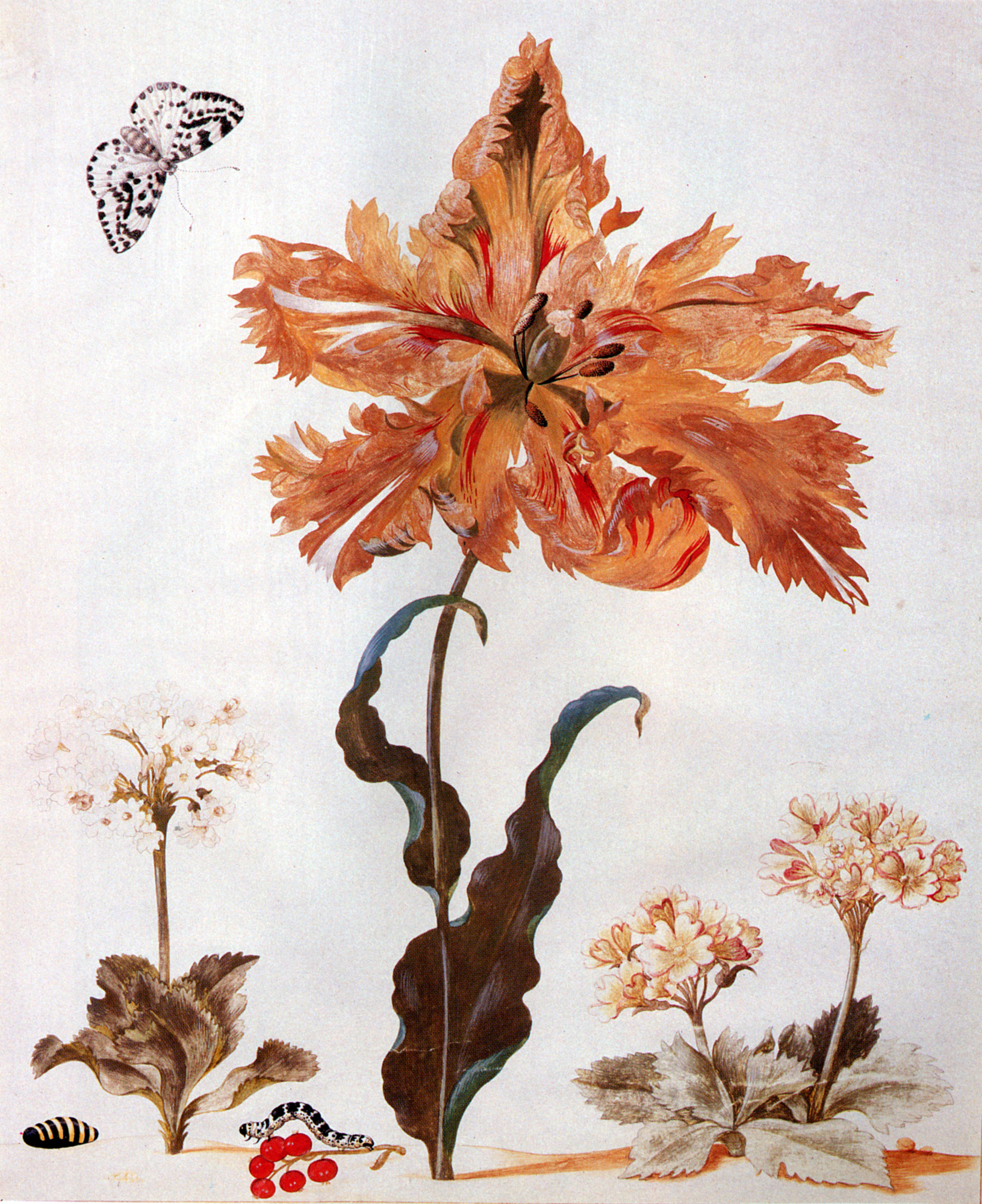
Tavola dalla Metamorfosi

Quattro anni dopo, esce ad Amsterdam la Metamorfosi degli insetti del Suriname, che viene definita "l'opera più bella mai dipinta in America".
(Metamorphosis insectorum Surinamensium, Introduzione)
Il lavoro fatto da Maria Sibylla Merian è notevole. In effetti, in quel tempo, era inusuale occuparsi d'insetti – le bestie di Satana. La metamorfosi degli animali era poco nota, essendo ipotesi corrente che essi nascessero dal fango; anche se alcuni eruditi conoscevano il reale processo di metamorfosi, la maggior parte – anche delle persone colte - lo ignorava; aver pubblicato Der Raupen wunderbare Verwandlung und sonderbare Blumennahrung in tedesco, e non in latino, da un lato le procurò una certa notorietà fra i ceti più in alto nella società, ma non la rese attendibile fra gli uomini di scienza, essendo il latino l'unica lingua accettata dalla comunità scientifica.

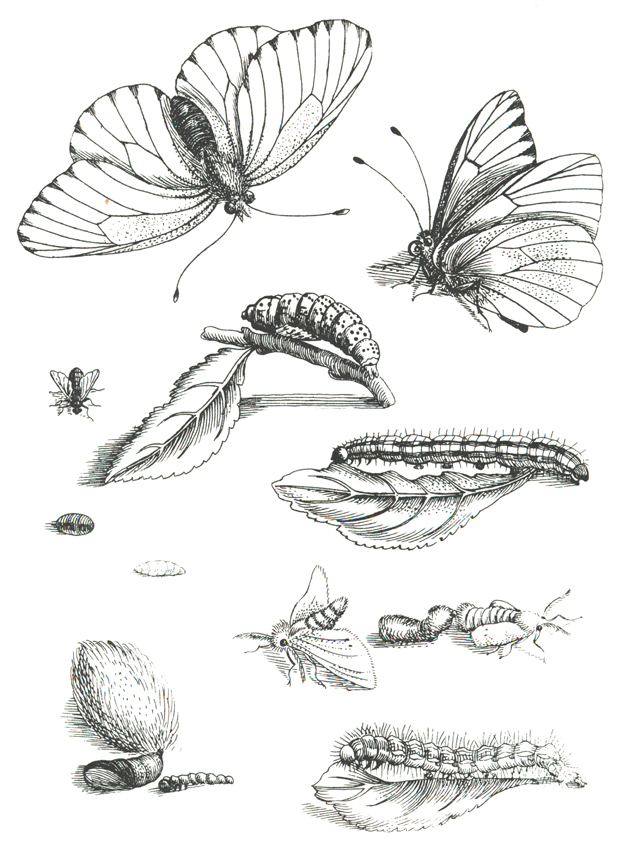
Tavola da Erucarum Ortus

Insieme con la metamorfosi, Maria Sibylla Merian descrisse molti altri particolari dello sviluppo vitale degli insetti, mostrando come ogni specie di farfalla nello stato di crisalide dipendesse da un piccolo numero di piante per il proprio nutrimento, venendo solo in quelle rilasciate le uova.
Anche l'iniziativa di intraprendere un viaggio di studio in Suriname fu un'assoluta novità. Generalmente chi si interessava di botanica o di entomologia, viaggiava nelle colonie o per stabilirvisi o per trovarvi nuovi insetti e farne collezione a scopo commerciale: i viaggi scientifici erano invece estremamente rari. Merian scoprì nell'interno del Suriname tutta una serie di specie animali e vegetali del tutto sconosciute in Europa, studiandole e rappresentandole nei dettagli:
(Metamorphosis insectorum Surinamensium, Introduzione)
I suoi disegni di piante, farfalle, serpenti, ragni, iguane e coleotteri tropicali sono tuttora considerati dei capolavori e vengono ricercati dai collezionisti di tutto il mondo. Il vocabolo tedesco Vogelspinne - migale, letteralmente ragno-uccello – trae l'origine da un'incisione di Merian, realizzata nei suoi schizzi in Suriname. L'incisione rappresenta un grosso ragno che cattura un uccello. Tuttavia, non si conoscono ad oggi casi di migali cacciatrici di uccelli.
Sofferente di cuore già dal 1711, Maria Sibylla Merian è morta d'infarto ad Amsterdam, settantenne, nel 1717.

## Opere
- Neues Blumenbuch, I volume, 1675
- Neues Blumenbuch, II volume, 1677
- Neues Blumenbuch, III volume, 1677
- Der Raupen wunderbare Verwandlung und sonderbare Blumennahrung, I volume, 1679, II volume, 1683, III volume, postumo, 1718, pubblicato a cura della figlia Dorothea
- Metamorphosis insectorum Surinamensium, 1705

## Riconoscimenti
Il suo ritratto era impresso nei biglietti di banca di 500 Marchi della Repubblica Federale Tedesca; è stato anche raffigurato in un francobollo tedesco del 1987.
Nel gennaio 2005, nel porto di Warnemünde, fu varata una nave che porta il suo nome, appartenente all'Istituto Leibniz per le ricerche nel Mar Baltico (Leibniz-Institut für Ostseeforschung).